# Jan Matsys
Pour les articles homonymes, voir Metsys.
Jan Matsys (ou Massys, Metsys, or Matsijs) (v. 1510, Anvers – 8 octobre 1575, Anvers) est un peintre flamand.

## Biographie
Il est le fils de Quentin Matsys, le frère de Cornelius Matsys, et le père de Quentin Metsys le jeune.
Soupçonné de sympathies réformistes, il fut banni d'Anvers en 1544-1545. Ce fut probablement pour lui l'occasion de voyager en France et en Italie.
Sa peinture a de grandes affinités avec l'École de Fontainebleau où il résida peut-être lors de son bannissement, et il développe un type de portrait selon le goût italianisant.

## Œuvres
- Le Collecteur d'impôts, Kunsthistorisches Museum de Vienne
- Le Divertissement, Kunsthistorisches Museum de Vienne
- Charité, 1550, Musei di Strada Nuova, Gênes
- Flore devant le port d'Anvers, 1559, Kunsthalle, Hambourg[2]
- Vénus de Cythère, 1561, Nationalmuseum, Stockholm
- Joyeuse compagnie, 1562, huile sur bois, 76 × 110 cm, Musée Thomas-Henry, Cherbourg-en-Cotentin
- David et Bethsabée, 1562, bois, 162 × 197 cm, musée du Louvre, Paris
- Loth et ses filles, 1565, chêne, 148 × 204 cm, Musée d'art ancien, Bruxelles[1]
- Repos pendant la fuite en Égypte, signé et daté au centre : 1575/ JOANNIS MASSIS, huile sur bois, 53,9 × 100,7 cm, vente Bonhams, Londres, 7 juillet 2010[ref. 1]
- Madeleine en prières, huile sur bois, Musée Jeanne d'Aboville de La Fère

## Galerie

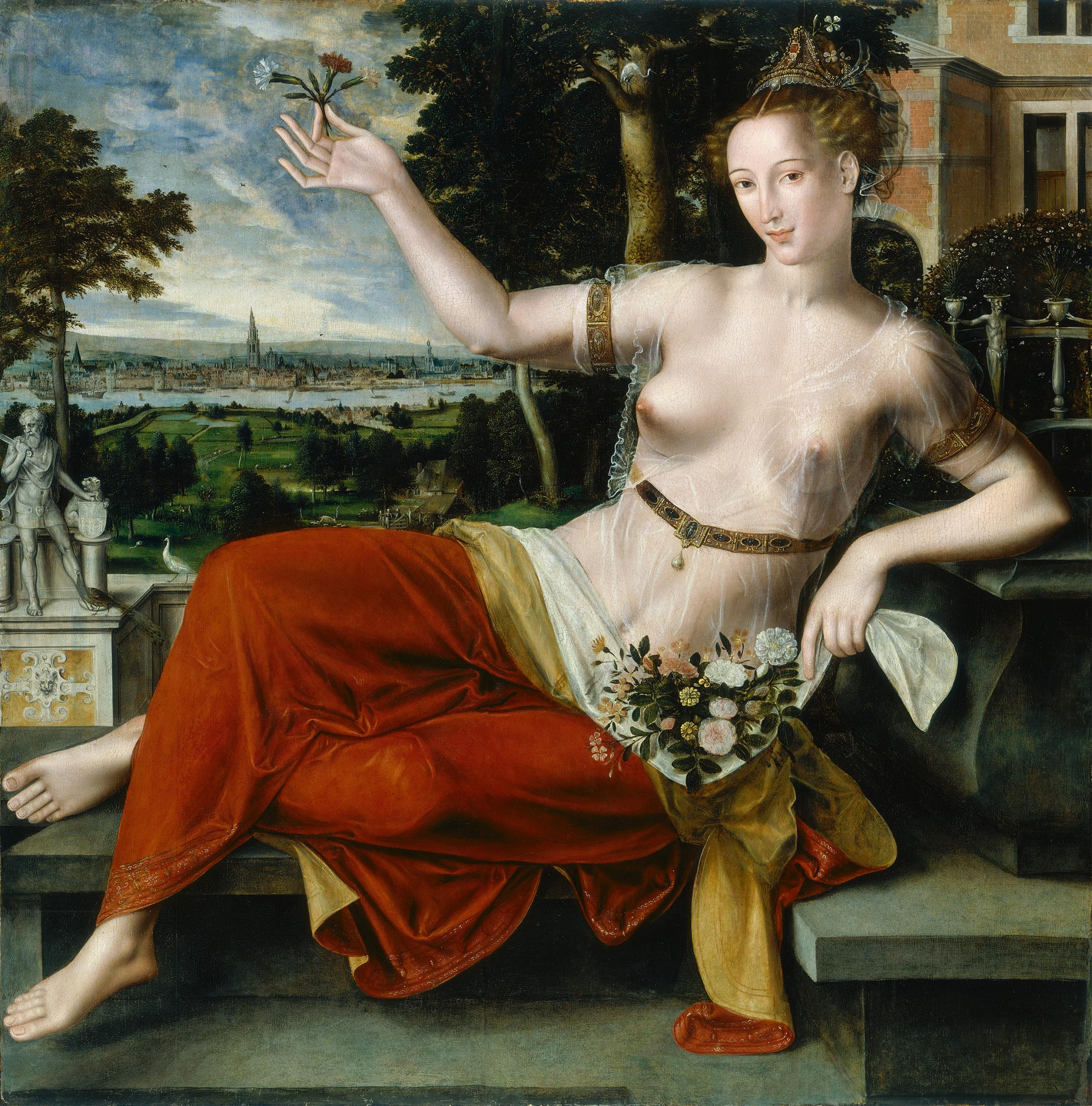
Flore devant Anvers 1559, Hambourg
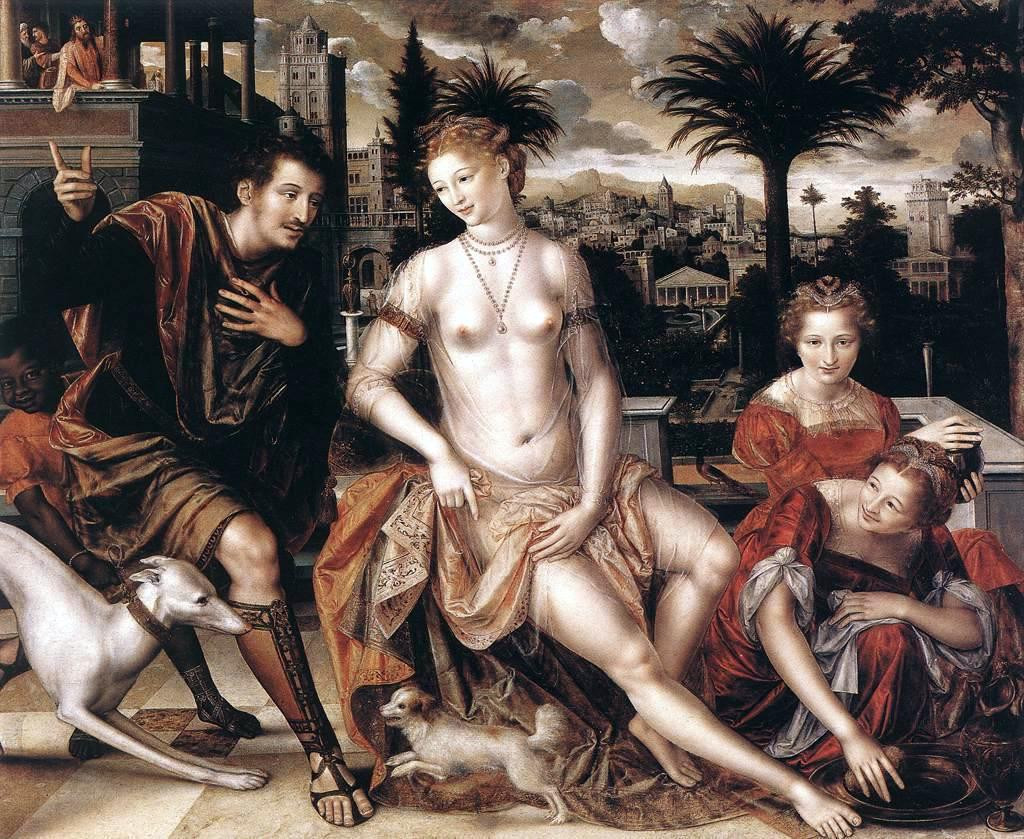
David et Bethsabée 1562, musée du Louvre
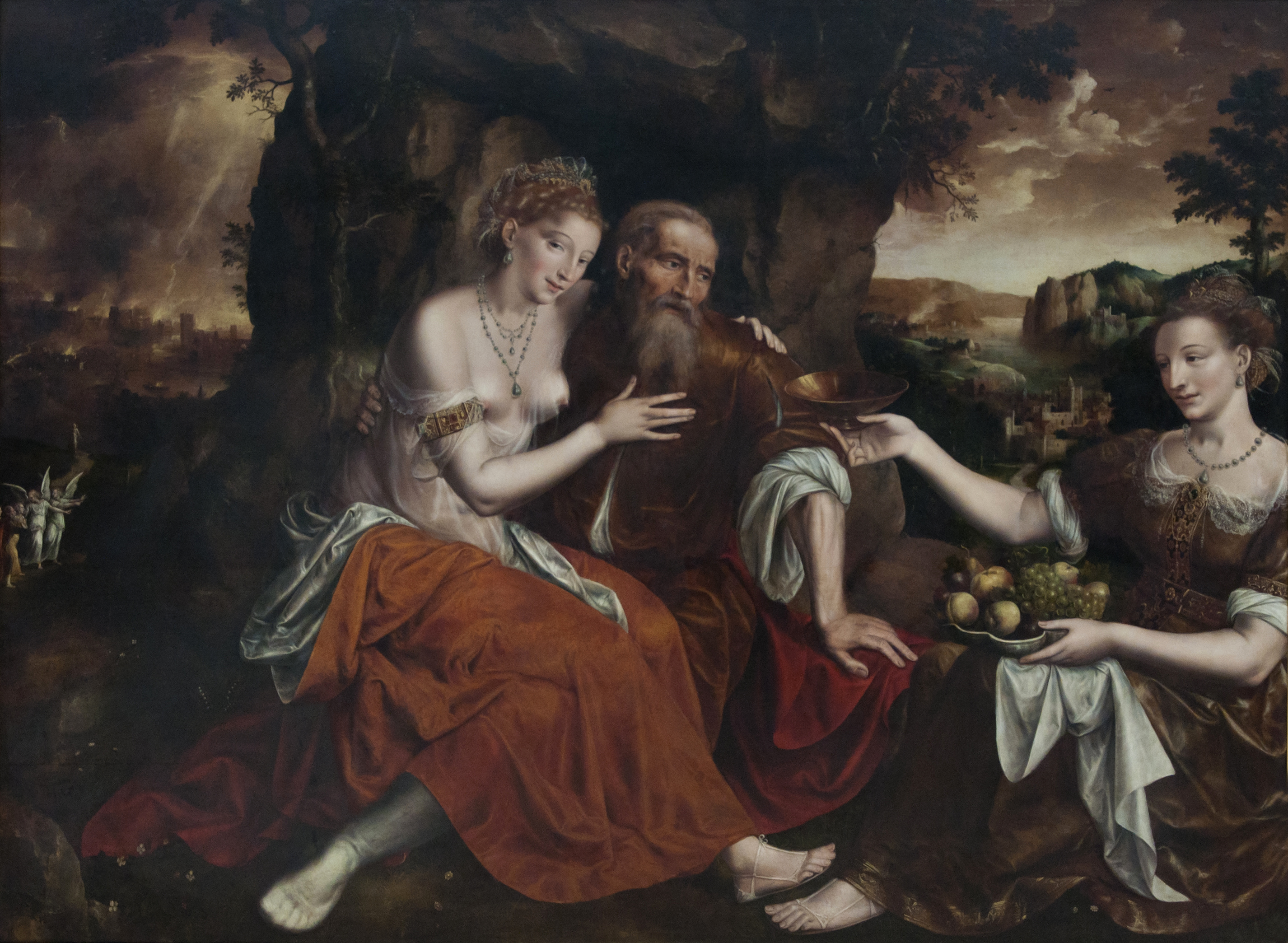
Loth et ses filles 1565, Musées Royaux des Beaux-Arts de Belgique, Bruxelles
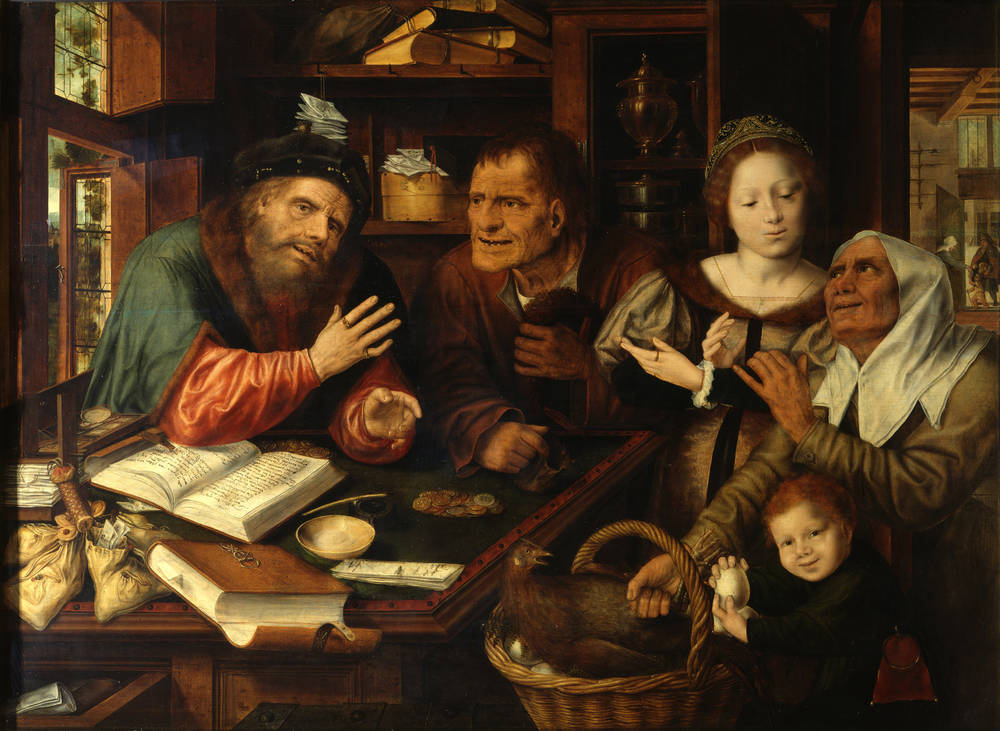
Le Collecteur d'impôts Gemäldegalerie Alte Meister
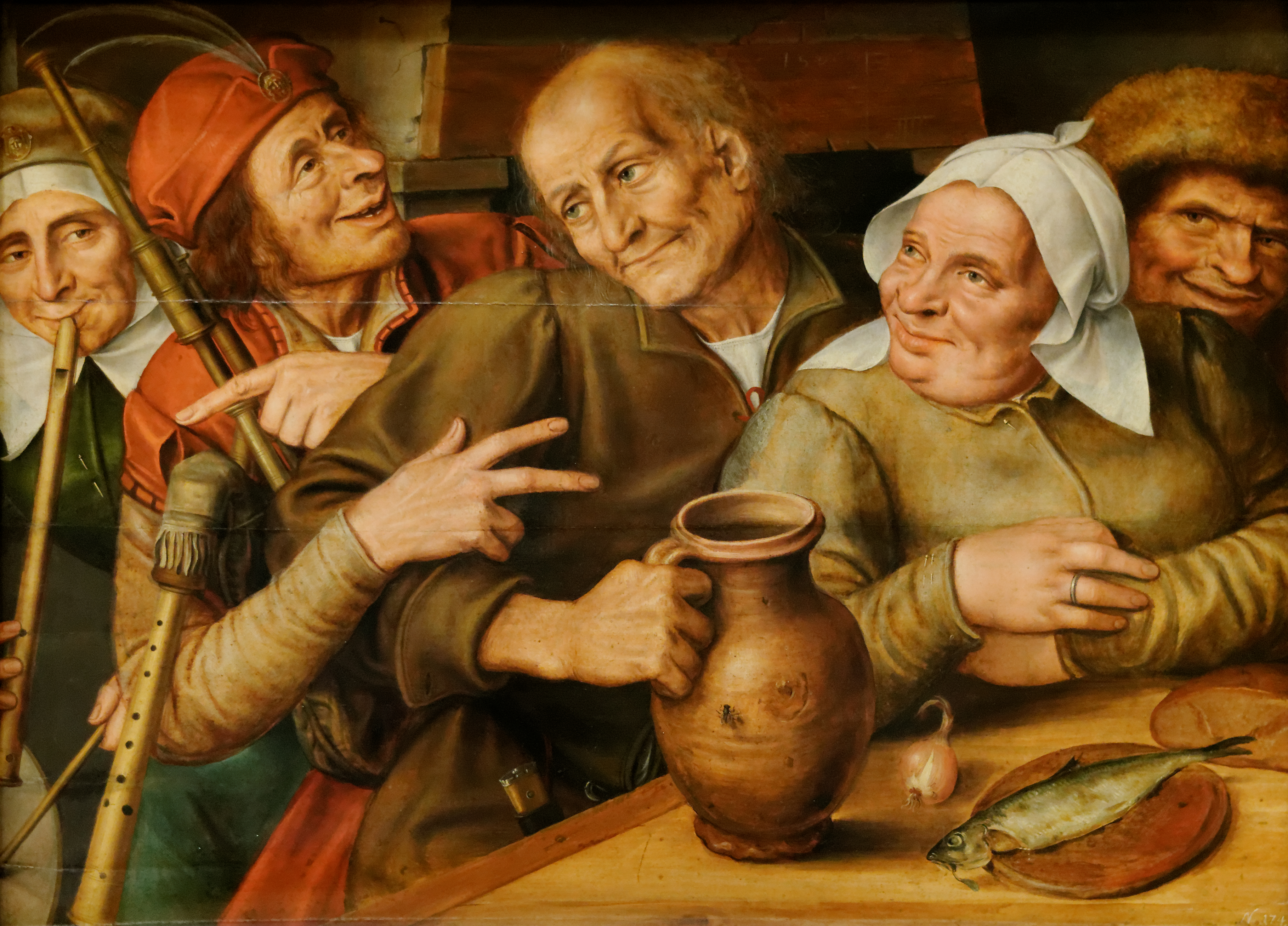
Le Divertissement Kunsthistorisches Museum.